# Stevie Wonder
Stevie Wonder, nome artístico de Stevland Hardaway Morris (nascido Judkins; Saginaw, 13 de maio de 1950), é um cantor, compositor, multi-instrumentista, produtor musical e ativista de causas humanitárias e sociais estadunidense.
Ele é creditado como pioneiro e influenciador por músicos de diversos gêneros que incluem R&B, pop, soul, gospel, funk e jazz. Uma banda virtual de um homem só, o uso de sintetizadores e outros instrumentos musicais eletrônicos por Wonder durante a década de 1970 remodelou as convenções do R&B contemporâneo. Ele também ajudou a impulsionar esses gêneros para a era dos álbuns, elaborando seus LPs como coesos e consistentes, além de declarações socialmente conscientes com composições complexas. 
Um dos maiores músicos da contemporaneidade, iniciou a carreira muito cedo. Assinou contrato com a Tamla Records, selo da Motown Records aos onze anos, e continua com ela até hoje. Gravou mais de trinta sucessos que alcançaram o top ten e ganhou vinte e cinco Grammy Awards, o maior número já ganho por um artista masculino na história. Ao nascer foi-lhe dado o nome Stevland Hardaway Judkins, depois alterado para Stevland Hardaway Morris, já adulto.
Stevie Wonder é o terceiro dos seis filhos de Calvin Judkins e Lula Mae Hardaway. Devido ao nascimento prematuro, em seis semanas os vasos sanguíneos da parte de trás de seus olhos ainda não tinham chegado na parte frontal e seu crescimento abortado causou o descolamento das retinas. O termo médico para esta condição é retinopatia da prematuridade, e ela pode ter sido agravada pelo oxigênio bombeado para sua incubadora, mas não foi a principal causa de cegueira.
Quando Stevie Wonder tinha quatro anos, sua mãe deixou seu pai e se mudou com seus filhos para Detroit. Voltou a ter o nome de solteira, Lula Hardaway e mais tarde mudou o sobrenome de seus filhos para Morris. Morris permanece como o nome legal de Stevie Wonder desde então. Começou a tocar instrumentos muito cedo, incluindo piano, gaita, bateria e baixo. Durante sua infância foi ativo em um coral de igreja.
Com apenas 18 anos, Stevie Wonder se mudou para Los Angeles, trabalhando com produtores como Quincy Jones e outros.

## Descoberta e as primeiras gravações na Motown
Ronnie White do grupo The Miracles dá crédito a seu irmão Gerald White por persistentemente insistir que ele ouvisse o pequeno Stevie em 1961. Após isso, White levou Stevie e sua mãe até a Motown Records. Impressionado com o jovem músico, o CEO da Motown, Berry Gordy assinou contrato através de um dos selos da Motown, a Tamla Records com o nome de Little Stevie Wonder. Gravou o single, "I Call It Pretty Music, But the Old People Call It the Blues", que foi lançado pela Tamla no fim de 1961. Wonder lançou seus dois primeiros álbuns, The Jazz Soul of Little Stevie e Tribute to Uncle Ray, em 1962, com pequeno sucesso.

## Carreira Musical

### Início: 1963–71

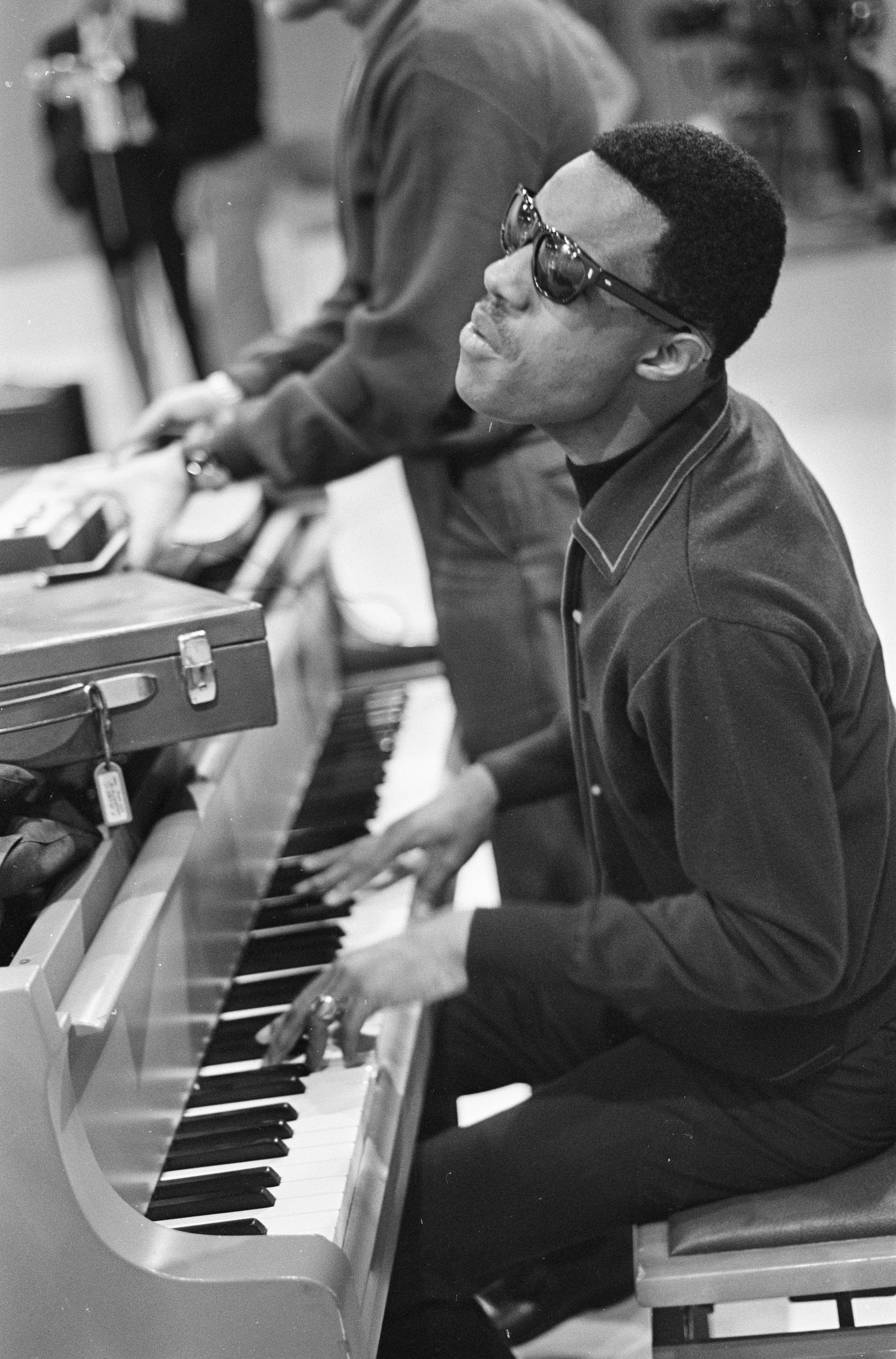
Stevie Wonder em 1967 aos 17 anos.

Aos 13 anos, Wonder alcançou grande sucesso com "Fingertips (Pt. 2)", um single de 1963 gravado ao vivo durante apresentação da turnê Motor Town Revue, lançada no álbum Recorded Live: The 12 Year Old Genius. A canção que apresentava  Wonder nos vocais, bongôs e gaita e um jovem Marvin Gaye na bateria, atingiu número 1 na parada Pop & R&B e fez com que Stevie atingisse o grande público..
Em 1964, Stevie Wonder fez sua estreia no cinema com Muscle Beach Party fazendo o papel dele próprio, creditado como "Little Stevie Wonder". Retornou na sequência do filme, lançada cinco meses depois, Bikini Beach. Ele se apresenta em ambos filmes, cantando "Happy Street" e "Happy Feelin' (Dance and Shout)", respectivamente.
Após tirar o "Little" do nome, Wonder teve vários sucessos na metade dos anos 1960, incluindo "Uptight (Everything's Alright)", "With a Child's Heart" e "Blowin' in the Wind", uma cover da canção de Bob Dylan que foi uma das primeiras que refletem a consciência social de Stevie, e que conta com a participação de seu mentor, o produtor Clarence Paul. Stevie também começou a trabalhar como letrista da Motown, compondo músicas para ele próprio assim como seus companheiros de gravadora, incluindo "Tears of a Clown", sucesso cantado por Smokey Robinson & the Miracles.
Em 1968 Stevie gravou um álbum de faixas instrumentais de soul/jazz, a maioria com solos de gaita, sob o pseudônimo de Eivets Rednow (que também é o título do disco), que nada mais é que "Stevie Wonder" ao contrário. O álbum fracassou e não teve muita atenção, e seu único single, uma cover de "Alfie", atingiu apenas o número 66 na parada Pop estadunidense e número 11 na parada "Adult Contemporary". Apesar disso, teve vários sucessos entre 1968 e 1970 como "I Was Made to Love Her"; "For Once in My Life" e "Signed, Sealed, Delivered I'm Yours". Em Setembro de 1970, aos 20 anos de idade, Wonder se casou com Syreeta Wright, uma ex secretária da Motown e compositora. No álbum seguinte Where I'm Coming From, sua esposa o ajudou compondo e produzindo, com a permissão de Gordy. O álbum não obteve sucesso. Com vinte e um anos, Stevie não renovou seu contrato com a Motown que expirou em 21 de maio de 1971.
Em 1970, Wonder co-escreveu e tocou diversos instrumentos no sucesso "It's a Shame" para o grupo The Spinners. Sua contribuição foi uma demonstração de seu talento e uma arma para as negociações com o presidente da Motown, Gordy, sobre a autonomia criativa de Stevie.

### Período clássico: 1972–76
De maneira independente, Wonder gravou dois álbuns, que foram usados como ferramentas de barganha enquanto negociava com a Motown. Finalmente, o selo concordou com seus pedidos de total controle criativo e direitos de suas próprias canções; o contrato de 120 páginas deu a Stevie royalties muito mais altos. Em março de 1972, Wonder retornou à Motown com o álbum Music of My Mind. Ao contrário da maioria dos LPs dos artistas da Motown, que normalmente consistiam de uma coletânea de  singles, lados-B e covers, Music of My Mind foi de fato um LP, com canções que fluíam juntas tematicamente. As letras de Stevie falavam de aspectos sociais, políticos e temas místicos bem como as canções românticas, enquanto musicalmente Wonder começava a explorar o overdubbing e gravar, ele próprio, a maioria das partes instrumentais. Este foi o chamado de "período clássico" durante os anos 1970. Music of My Mind marcou o início de uma longa colaboração com os pioneiros dos sintetizadores Tonto's Expanding Head Band, (Robert Margouleff e Malcolm Cecil).
Lançado no fim de 1972, Talking Book apresentava o sucesso "Superstition", que é um mais distintivos e famosos exemplos do som do clavinet Hohner. A canção, inicialmente prevista para o guitarrista Jeff Beck, fez com que Stevie também atingisse as rádios de rock. Talking Book também apresentava "You Are the Sunshine of My Life", que também alcançou o número um. Na mesma época do lançamento do álbum, Stevie Wonder iniciou uma turnê com os Rolling Stones. A turnê The Rolling Stones American Tour 1972 foi também um fator de sucesso tanto de "Superstition" como "You Are the Sunshine of My Life". As duas canções ganharam três Grammy Awards. Em um episódio de Sesame Street que foi ao ar em abril de 1973, Wonder e sua banda apresentam "Superstition", bem como a canção "Sesame Street Song", que demonstrava suas habilidades com o "talk box".
Considerações políticas tomaram maior foco no álbum seguinte, Innervisions, lançado em 1973. O álbum apresentava "Higher Ground" (#4 na parada pop) assim como "Living for the City" (#8). Ambas canções alcançaram número 1 na parada R&B. Baladas populares como "Golden Lady" e "All in Love Is Fair" também estavam presentes. Innervisions ganhou três Grammy Awards, incluindo Álbum do Ano. O álbum ficou na 23ª posição da lista da revista Rolling Stone 500 melhores álbuns. Wonder se tornou o mais influente e aclamado músico negro do começo dos anos 1970.
Em 6 de Agosto de 1973, Stevie se envolveu em um grave acidente de carro durante sua turnê na Carolina do Norte, deixando o artista em coma por quatro dias. Como resultado do acidente, Stevie teve perda parcial do olfato (Anosmia) e uma temporária perda do paladar.
Apesar deste revés, Wonder recobrou todas suas faculdades musicais, e reapareceu em concerto no Madison Square Garden em Março de 1974. O álbum Fulfillingness' First Finale foi lançado em Julho de 1974 e duas músicas alcançaram sucesso na parada pop: "You Haven't Done Nothin'" (#1) (um protesto político que tinha como alvo Richard Nixon) e "Boogie On Reggae Woman". Este álbum também ganhou mais três Grammys, incluindo Álbum do Ano.
Neste mesmo ano Wonder fez parte de uma jam session em Los Angeles que se tornaria o álbum pirata A Toot and a Snore in '74, contendo, provavelmente a única gravação conhecida da era pós-Beatles de John Lennon e Paul McCartney tocando juntos. Ele também co-escreveu e produziu o álbum de Syreeta Wright Stevie Wonder Presents: Syreeta.
Em 4 de Outubro de 1975, Wonder se apresentou no histórico "Wonder Dream Concert" em Kingston, Jamaica, durante show beneficente para um instituto para cegos. Além de Stevie Wonder, os três membros originais do The Wailers — Bob Marley, Peter Tosh e Bunny Wailer — se apresentaram juntos pela última vez.
Ainda em 1975, em seu 25º aniversário, Stevie Wonder ganhou mais dois Grammy Awards: em 1974 por Innervisions e em 1975 por Fulfillingness' First Finale. No ano seguinte, o cantor e compositor Paul Simon venceu o Grammy na categoria Álbum do Ano por Still Crazy After All These Years. Em seu discurso, Simon brincou agradecendo Stevie Wonder por não ter lançado nenhum álbum naquele ano.
O álbum duplo com um EP extra Songs in the Key of Life, foi lançado em Setembro de 1976. Cheio de diferentes estilos, ilimitado em ambição e às vezes liricamente complicado, o álbum foi de difícil assimilação para alguns ouvintes, ainda assim é considerado por muitos como o coroamento de Wonder e um dos álbuns mais conhecidos na história da música pop. O álbum se tornou o primeiro de um artista estadunidense a estrear direto no número 1 da parada Billboard, onde permaneceu por 14 semanas não consecutivas. Duas faixas foram número 1 na parada Pop/R&B "I Wish" e "Sir Duke". E "Isn't She Lovely" era sobre sua filha recém-nascida Aisha, enquanto canções como "Love's in Need of Love Today" (que anos mais tarde seria apresentada no America: A Tribute to Heroes, um tributo às vítimas dos ataques do 11 de setembro de 2001) e "Village Ghetto Land" refletiam um estado de espírito muito mais pensativo. Songs in the Key of Life ganhou como Álbum do Ano e mais dois outros Grammys. O álbum ficou na posição de número 56 na lista da revista Rolling Stone dos 500 melhores álbuns de todos os tempos.
Depois deste período de alta criatividade, Wonder parou de gravar por três anos, lançando apenas o álbum triplo Looking Back, uma antologia contemplando seu início na Motown. Os álbuns que Stevie lançou durante este período foram influentes no mundo musical; a revista Rolling Stone em seu guia de 1983 Rolling Stone Record Guide diz que estes álbuns foram "pioneiros no estilo que determinaria o jeito da música pop na próxima década"; A lista da revista Rolling Stone de 2003 dos 500 Melhores Álbuns de Todos os Tempos incluem três destes álbuns entre os top 90; enquanto em 2005 Kanye West diz de seu próprio trabalho: "Eu não estou tentando competir com o que tem por aí agora. Eu realmente estou tentando competir com Innervisions e Songs in the Key of Life. Parece uma blasfêmia, musicalmente, dizer uma coisa dessa, mas por que não definir isso como seu principal objetivo?".

### Período comercial: 1979–90
Foi em sua próxima fase que Stevie começou a colher (comercialmente falando) os frutos de seu período clássico. Os anos 1980 viram Wonder alcançar seus maiores sucessos atingindo um nível sem precedentes de fama evidenciada pelo aumento das vendas de seus álbuns, participações em ações de caridade, colaborações com grandes artistas, impacto político e aparições na TV.
Neste período, Stevie lançou a trilha-sonora Journey through the Secret Life of Plants (1979), presente no filme do mesmo nome. Na maior parte instrumental, o álbum foi muito criticado na época de seu lançamento, mas vem sendo considerado por alguns críticos como um clássico incomum. Ainda em 1979 Wonder também escreveu e produziu o sucesso dance "Let's Get Serious", de Jermaine Jackson e que atingiu o número 1 da para R&B Singles da Billboard em 1980). Hotter than July (1980) se tornou o primeiro álbum de Wonder a atingir platina, e o single "Happy Birthday" foi um veículo bem sucedido em sua campanha para estabelecer o aniversário do Dr. Martin Luther King como feriado nacional. O álbum também incluía "Master Blaster (Jammin')", seu tributo a Bob Marley, "All I Do",  e a balada "Lately", que mais tarde teria covers dos grupos Jodeci e S Club 7.
Em 1982, Wonder lançou uma retrospectiva de seu trabalho nos anos 1980, Stevie Wonder's Original Musiquarium, que incluía quatro canções novas: o clássico funk com 10 minutos "Do I Do" (que teve a participação do lendário trumpetista de jazz Dizzy Gillespie), "That Girl", "Front Line", uma narrativa sobre um soldado no Vietnã em que Stevie Wonder escreveu e cantou na primeira pessoa e "Ribbon in the Sky", uma de muitas composições clássicas. Wonder também atingiu o número 1 em colaboração com Paul McCartney em seu hino à harmonia racial, "Ebony and Ivory". Ainda no mesmo ano Stevie participou do álbum Luz, do cantor e compositor brasileiro Djavan, tocando gaita na canção "Samurai".
Em 1983, Wonder gravou a canção "Stay Gold", o tema para a adaptação de Francis Ford Coppola para o conto de Susan E. Hinton The Outsiders. Sempre incorretamente atribuído somente a Stevie Wonder, a música é de Carmine Coppola, enquanto Wonder escreveu a letra.

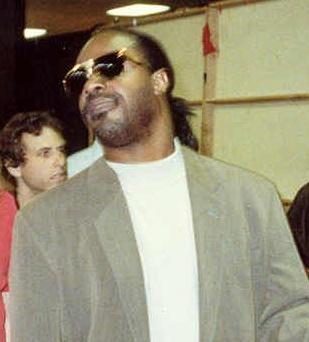
Stevie Wonder no Grammy Awards de 1990.

Em 1983 Wonder programou um álbum que teria o título de "People Work, Human Play". O álbum nunca ficou pronto e em 1984 Wonder lançou a trilha-sonora do filme A Dama de Vermelho. O "I Just Called to Say I Love You", alcançou #1  nas paradas pop e R&B tanto nos EUA como no Reino Unido, e ficou em 13º lugar dos singles mais vendidos na lista publicada em 2002 no Reino Unido. Ganhou um Óscar como "Melhor Canção" em 1985. O álbum contava ainda com a participação de Dionne Warwick, cantando no dueto "It's You". O álbum seguinte In Square Circle (1986) teve o sucesso pop "Part-Time Lover". O álbum ainda teve outro sucesso "Go Home", além da balada "Overjoyed" que originalmente tinha sido escrito para o álbum Journey Through the Secret Life of Plants, mas não apareceu naquele álbum. Esteve também presente (tocando gaita) na cover de Chaka Khan para a música de Prince, "I Feel For You", ao lado de Grandmaster Melle Mel, que foi um enorme sucesso.  No mesmo período, tocou gaita no single dos Eurythmics, "There Must Be an Angel (Playing with My Heart)" e também no sucesso de Elton John "I Guess That's Why They Call It The Blues".
Em 1985, Stevie Wonder era um ícone estadunidense, e tema de bem-humoradas piadas sobre cegueira contadas por Eddie Murphy no Saturday Night Live. O próprio Wonder, algumas vezes, participava das esquetes; na turnê The Motown Revue Smokey Robinson presenteou Wonder com uma placa, a qual Stevie fingiu ler para a plateia e ter percebido um erro de ortografia. Participou do projeto USA For Africa na canção "We Are the World", assim como de outra campanha, desta vez para as vítimas da AIDS no single "That's What Friends Are For" (1986).
Em 1986, Stevie Wonder apareceu do programa The Cosby Show, como ele próprio, no episódio "A Touch of Wonder," onde Theo e Denise Huxtable se envolvem em um acidente com a limousine do cantor e este os convida para ir até o estúdio.
Em 1987, Wonder fez uma participação no álbum Bad de Michael Jackson no dueto "Just Good Friends". Michael Jackson também faz dueto com Stevie na faixa "Get It" no álbum de Stevie de 1987 Characters. Em 1988, Wonder fez dueto com Julio Iglesias no sucesso "My Love", faixa do álbum Non Stop.

### Período recente: 1991–2001
Depois do álbum Characters, Wonder continuou a lançar material inédito, mas em ritmo mais lento. Gravou a trilha-sonora do filme Jungle Fever de Spike Lee em 1991. Deste álbum, singles e vídeos foram lançados para as canções "Gotta Have You" e "These Three Words". O lado-B do single de "Gotta Have You" incluía uma gravação de "Feeding Off The Love Of The Land". Uma versão com vocais e piano de "Feeding Off The Love Of The Land" na coletânea Nobody's Child: Romanian Angel Appeal. Existem rumores que "Feeding Off The Love Of The Land" fosse originalmente incluída no álbum Fulfillingness' First Finale Volume Two, um projeto que nunca foi confirmado.
Conversation Peace e o álbum ao vivo Natural Wonder foram lançados nos anos 1990. Em 1994, Wonder participou do álbum de covers do grupo Kiss, Kiss My Ass: Classic Kiss Regrooved, tocando gaita e fazendo os vocais de apoio na canção  "Deuce", cantada por Lenny Kravitz.
Em 1996, o álbum Songs in the Key of Life foi selecionado como tema da série Classic Albums. Esta série dedica 60 minutos para desmembrar álbuns clássicos. No mesmo ano, se apresentou cantando o clássico de John Lennon "Imagine" na cerimônia de encerramento dos Jogos Olímpicos de Verão de 1996 em Atlanta.
Em 1997, Wonder colaborou com Babyface na faixa "How Come, How Long", que tratava de violência doméstica e concorreu ao Grammy.
Em Dezembro de 1999, Wonder anunciou seu interesse em adquirir uma prótese intra ocular para, parcialmente, recuperar sua visão.
Em 2000, Stevie Wonder contribuiu com duas novas canções para a trilha-sonora do filme de Spike Lee, Bamboozled (A Hora do Show): "Misrepresented People" e "Some Years Ago".

### Carreira atual: 2002–presente
Em Março de 2002, Wonder se apresentou na cerimônia de abertura dos Jogos Paraolímpicos de Inverno de 2002 em Salt Lake City.
O primeiro álbum com material inédito em dez anos foi A Time to Love, que foi lançado em 18 de Outubro de 2005. O álbum foi lançado eletronicamente em 27 de Setembro de 2005, exclusivamente na loja da Apple, iTunes Store. O primeiro single, "So What the Fuss", foi lançado em Abril e tinha Prince tocando guitarra e vocais do grupo En Vogue. Um segundo single, "From the Bottom of My Heart" alcançou sucesso na parada R&B. O álbum ainda contava com a participação de India.Arie na faixa "A Time to Love".

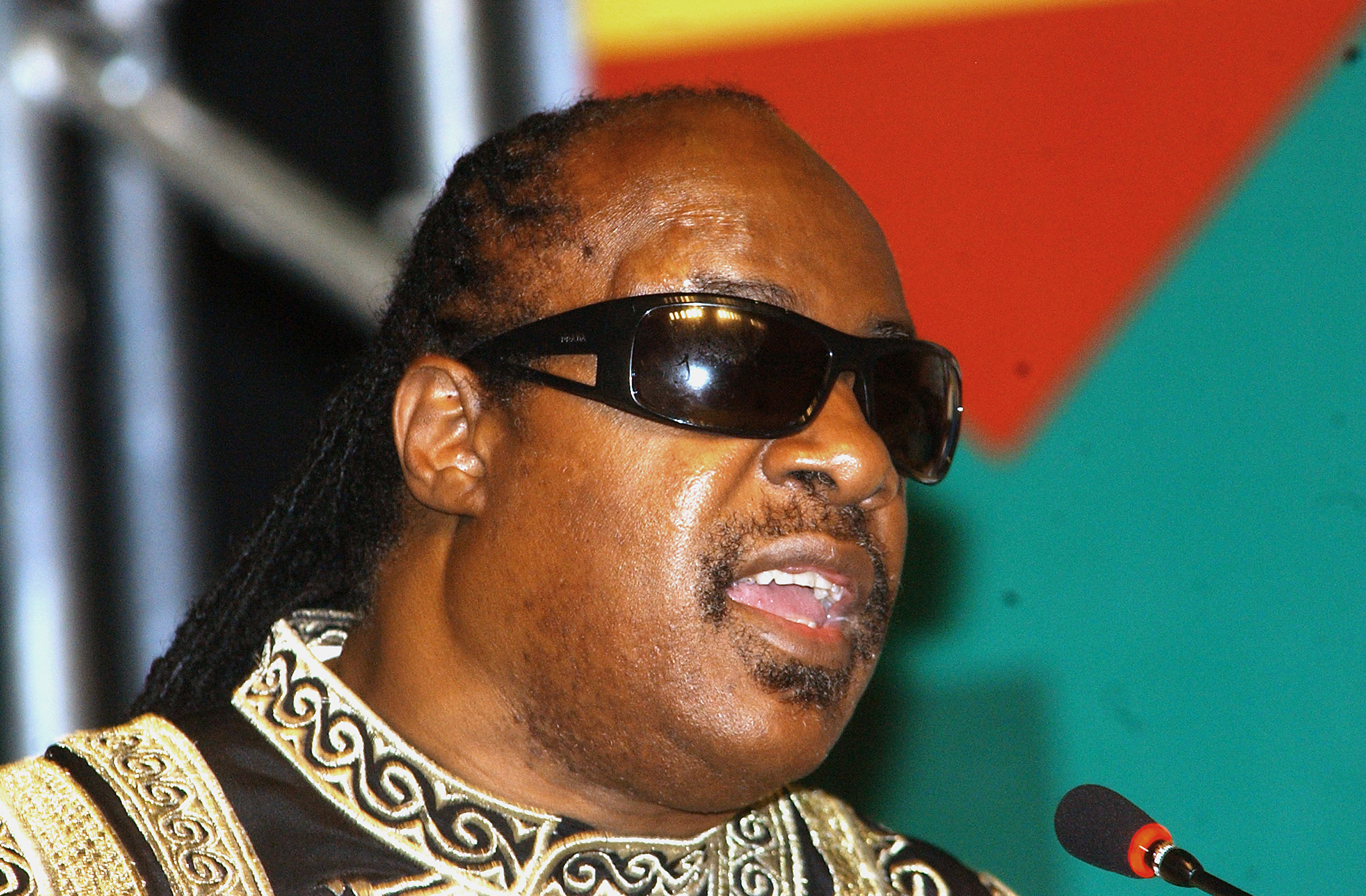
Stevie Wonder em uma conferência em Salvador, Brasil em Julho de 2006.

Em Março de 2006, Wonder recebeu nova exposição nos EUA durante o programa American Idol. Foi pedido a cada um dos 12 concorrentes que cantassem uma canção de Stevie. Os concorrentes ainda se encontraram com ele. Wonder apareceu no programa cantando "My Love Is on Fire" (de A Time To Love) ao vivo. Em 2006, Stevie Wonder fez uma participação especial no álbum de Busta Rhymes, The Big Bang na faixa "Been through the Storm". Ele canta o refrão e toca piano na faixa produzida por Dr. Dre e Sha Money XL. Também participou do álbum de Snoop Dogg, Tha Blue Carpet Treatment com "Conversations". A canção é uma nova versão de "Have a Talk with God" do álbum Songs in the Key of Life.
Ainda em 2006 Wonder fez um dueto com Andrea Bocelli em seu último álbum Amore, tocando gaita e fazendo os vocais na faixa "Canzoni Stonate".
Em 2 de Agosto de 2007, Stevie Wonder anunciou a turnê "A Wonder Summer's Night" com um total de 13 concertos — sua primeira turnê estadunidense em mais de 10 anos. O diretor musical de Wonder durante este período foi o professor Henry Panion, um renomado arranjador, compositor e condutor, além de pioneiro no desenvolvimento de programas de tecnologia musical em faculdades.
Em 28 de Agosto de 2008, no dia em que Barack Obama aceitou sua nomeação para concorrer às eleições estadunidenses, Wonder se apresentou na Convenção do Partido Democrata em Denver, Colorado. As canções incluídas foram uma canção inédita, "Fear Can't Put Dreams to Sleep" e "Signed, Sealed, Delivered I'm Yours", música que foi usada regularmente durante a campanha presidencial de Barack Obama.
Em 8 de Setembro de 2008, Wonder iniciou sua turnê Europeia (Wonder Summer's Night), a primeira em mais de uma década. O show de abertura foi na National Indoor Arena em Birmingham, Inglaterra. Wonder tocou ainda em Londres e Manchester. Stevie Wonder fez ainda paradas em sua turnê europeia na Países Baixos (Roterdã), Suécia (Estocolmo), Alemanha (Colônia, Mannheim e Munique), Noruega (Hamar), França (Paris), Italia (Milão) e Dinamarca (Aalborg). Wonder passou também pela Austrália (Perth, Adelaide, Melbourne, Sydney e Brisbane) e Nova Zelândia (Christchurch, Auckland e New Plymouth) em Outubro de Novembro.
No ano de 2010, Stevie Wonder participou da maratona televisiva "Hope for Haiti Now", que visava arrecadar fundos para ajudar as vítimas de um grande terremoto ocorrido no Haiti. Em sua apresentação, Stevie fez um medley de "A Time 2 Love" seguido de "Bridge Over Troubled Water", tocando piano com acompanhamento de um coro gospel. Sua performance foi uma das mais emocionantes do evento. Este especial contou com a participação de dezenas de artistas e originou um disco ao vivo.
Em 29 de Setembro de 2011, Wonder fez uma apresentação para mais de 100 000 pessoas, no 4º dia de shows do Rock in Rio 4, na cidade do Rio de Janeiro, no Brasil.

## Vida Pessoal
Em 1973, ao ser conduzido a um concerto na Carolina do Norte, uma grande tora de madeira caiu sobre o carro em que estava. Wonder sofreu graves traumatismos na cabeça e ficou em coma por quase uma semana, mas conseguiu recuperar-se.
Wonder tem nove filhos de cinco mulheres diferentes. Foi casado duas vezes: em 1970, com uma cantora da gravadora Motown, Syreeta Wright, da qual se divorciou em 1972 e foi casado desde 2001 com a designer de moda Kai Milla Morris até em dezembro de 2012.
Sua filha, Aisha Morris, foi a inspiração para o seu grande sucesso "Isn't she Lovely". Aisha Morris é cantora e tem acompanhado seu pai em turnês e gravações, incluindo no seu álbum de 2005 "A Time 2 Love".
Wonder tem dois filhos com Kai Milla Morris, o mais velho é Kailand e o mais jovem, Mandla Kadjay Carl Stevland Morris, que nasceu em 13 de maio de 2005, exatamente no dia em que Wonder completava 55º aniversário.
Em 2013 foi pai de um filho com namorada Tomeeka Robyn Bracy, de 25 anos.
Em 17 de dezembro de 2014, foi pai de uma filha chamada Nia, novamente com a namorada.

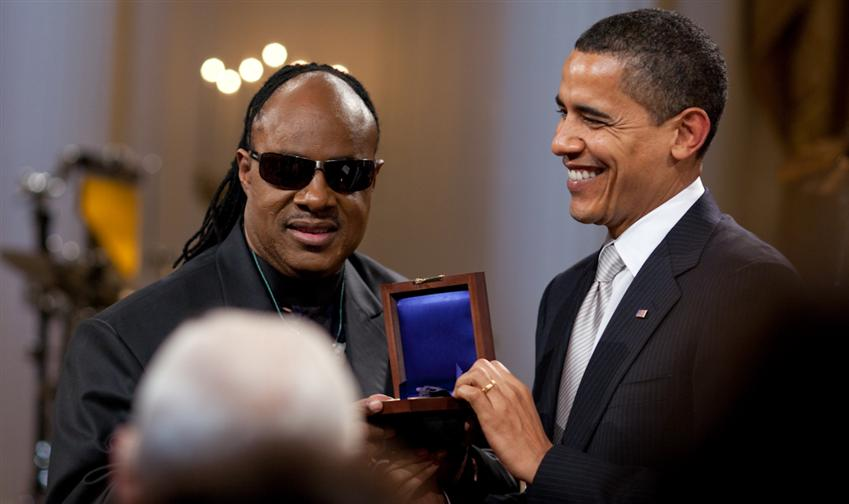
Stevie Wonder com o presidente Barack Obama.

Wonder está envolvido em assuntos políticos. Ele é um ativista de direitos civis e apoiou o presidente dos Estados Unidos, Barack Obama durante sua campanha à presidência.
Em 2006, em Los Angeles, Califórnia, morreu sua mãe, com 76 anos de idade.

### Filhos
- Aisha Morris (nascida em Abril de 1975) (mãe: Yolanda Simmons)
- Keita Morris (mãe: Yolanda Simmons)
- Kwame Morris
- Mumtaz Morris (mãe: Melody McCulley)
- Sophia Morris
- Kailand Morris (mãe: Kai Milla Morris)
- Mandla Kadjay Carl Stevland Morris (nascida em 13 de Maio de 2005) (mãe: Kai Milla Morris)

## Impacto
O sucesso de Stevie como músico socialmente consciente influenciou a música popular estadunidense. Alguns músicos e figuras públicas que citam Wonder como ídolo e influência são Michael Jackson, David Archuleta, Stevie Ray Vaughan, India.Arie, Barack Obama, Blackstreet, Bruno Mars, Gloria Estefan, Musiq Soulchild, George Michael, Cyndi Lauper, The Neptunes, Luciano Pavarotti, Tupac Shakur, Ivete Sangalo, Will Smith, Coolio, Snoop Dogg, Kirk Franklin, Mary J. Blige, Mariah Carey, Babyface, Kelis, Donnell Jones, Jermaine Jackson, Janet Jackson, Luther Vandross, N'Sync, Glenn Lewis, Dru Hill, Justin Bieber, Boyz II Men, Alicia Keys, Eric Hutchinson, Carrie Underwood, Elton John, John Legend, Prince, Anthony Kiedis (líder do Red Hot Chili Peppers), Sting, Beyoncé Knowles, Aaliyah, Brandy, Justin Timberlake, Ashanti, Shogo Hamada, Jason Kay (líder do Jamiroquai), Utada Hikaru, Ken Hirai, Whitney Houston, Wang Leehom, Lenny Kravitz, Glenn Hughes, Erykah Badu, Maroon 5 e Steve Perry.
Wonder fez participações especiais em inúmeras gravações de outros artistas, incluindo Carly Simon, Busta Rhymes, Quincy Jones, Sting, The Pointer Sisters, Burt Bacharach, Barbra Streisand, Andrea Bocelli, Jeff Beck, Snoop Dogg, Elton John, Lenny Kravitz, Billy Preston, James Taylor, Roberta Flack, Smokey Robinson, Paul McCartney, Beyoncé Knowles, Tony Bennett, Frank Sinatra, Queen Latifah, The Supremes, Babyface, The Beach Boys, Chaka Khan, Herbie Hancock, Luther Vandross, The Temptations, Gloria Estefan, Andrae Crouch, Michael Jackson, Eurythmics, Jermaine Jackson, John Denver, BeBe Winans, Julio Iglesias, Don Henley, Take 6, The Flying Burrito Brothers, Rod Stewart, The Gap Band, 'NSYNC, The Manhattan Transfer, Donna Summer, Eurythmics, Cyndi Lauper, B.B. King, Sergio Mendes, Jon Gibson ("Have a Talk With God"), Paula Abdul, Whitney Houston e Djavan.
As cantoras Deniece Williams, Carl Anderson e Angela Winbush começaram suas carreiras nos anos 1970 e fizeram vocais de apoio para Wonder como parte do "Wonderlove". Ao contrário da crença popular Minnie Riperton não começou sua carreira musical no "Wonderlove" mas como vocalista do grupo The Gems tendo alcançado sucesso no grupo soul Rotary Connection.

## Prêmios e reconhecimento

### Grammy Awards (1973–2006)
Wonder recebeu 25 Grammy Awards incluindo o prêmios "Lifetime Achievement Award"
| 'Ano | Prêmio | Título                            |
| ---- | --- | --------------------------------- |
| 1973 | Melhor Canção Rhythm & Blues                                                                                        | "Superstition"                    |
| 1973 | Melhor Performance Vocal R&B, Masculina                                                                             | "Superstition"                    |
| 1973 | Melhor Performance Vocal Pop, Masculina                                                                             | "You are the Sunshine of My Life" |
| 1973 | Álbum do Ano | Innervisions                      |
| 1973 | Melhor Produtor* | Innervisions                      |
| 1974 | Melhor Canção Rhythm & Blues                                                                                        | "Living for the City"             |
| 1974 | Melhor Performance Vocal R&B, Masculina                                                                             | "Boogie On Reggae Woman"          |
| 1974 | Melhor Performance Vocal Pop, Masculina                                                                             | Fulfillingness' First Finale      |
| 1974 | Álbum do Ano | Fulfillingness' First Finale      |
| 1974 | Melhor Produtor* | Fulfillingness' First Finale      |
| 1976 | Melhor Performance Vocal R&B, Masculina                                                                             | "I Wish"                          |
| 1976 | Melhor Performance Vocal Pop, Masculina                                                                             | Songs in the Key of Life          |
| 1976 | Produtor do Anor, Não-Clássico*                                                                                     | N/A                               |
| 1976 | Álbum do Ano | Songs in the Key of Life          |
| 1985 | Melhor Performance Vocal R&B, Masculina                                                                             | In Square Circle                  |
| 1986 | Melhor Performance R&B por Duo ou Grupo com Vocais] (premiados: Dionne Warwick, Elton John, Gladys Knight e Wonder) | "That's What Friends Are For"     |
| 1995 | Melhor Canção Rhythm & Blues                                                                                        | "For Your Love"                   |
| 1995 | Melhor Performance Vocal R&B, Masculina                                                                             | "For Your Love"                   |
| 1996 | Grammy Lifetime Achievement Award                                                                                   | Geral                             |
| 1998 | Melhor Arranjo Instrumental Com Acompanhamento Vocal (premiados: Herbie Hancock, Robert Sadin e Wonder)             | "St. Louis Blues"                 |
| 1998 | Melhor Performance Vocal R&B, Masculina                                                                             | "St. Louis Blues"                 |
| 2002 | Melhor Performance R&B por Duo ou Grupo com Vocais (premiados: Wonder e Take 6)                                     | "Love's in Need of Love Today"    |
| 2005 | Melhor Performance Vocal Pop, Masculina                                                                             | "From the Bottom of My Heart"     |
| 2005 | Melhor Performance R&B por Duo ou Grupo com Vocais (premiados: Beyoncé e Wonder)                                    | "So Amazing"                      |
| 2006 | Melhor Colaboração Pop com Vocais (premiados: Tony Bennett e Wonder)                                                | "For Once In My Life"             |

- Entre 1965 e 1980, um artista que produzia suas próprias canções ganhava um Grammy adicional tanto como produtor como artista.

### Reconhecimentos
- 2009: Library of Congress Gershwin Prize
- 2008: Hall of Fame Award
- 2006: Lifetime Achievement Freedom Award
- 2006: National Artistic Achievement Award
- 2005: Lifetime Achievement Award  (city Detroit)
- 2004: Billboard Century Award
- 2002: 'Songwriters’ Hall of Fame
- 1999: MusiCares Person of the Year
- 1998: United in Recovery's Ambassador of Peace Award
- 1996: NARAS Lifetime Achievement Award
- 1989: Incluído en el Rock 'N Roll Hall Of Fame
- 1985: Oscar - Best Original Song (o filme The Woman In Red)
- 1985: NARM Artist of the Decade
- 1984: ASCAP Founders Award
- 1974: NARM Presidential Award
- 1969: US Distinguished Service Award
- 1973-2006: Grammys 25